# Euphorion d'Athènes
Euphorion d’Athènes (grec ancien Εὐφορίων, Euphoríōn) est un poète tragique grec du Ve siècle av. J.-C.

## Biographie
La Souda nous renseigne sur sa vie : « Euphorion, fils d'Eschyle le tragique, Athénien ; il fut lui aussi auteur tragique. Avec les tragédies de son père qui n'avaient pas encore été jouées, il remporta quatre fois la victoire. Il écrivit aussi lui-même des tragédies. » Les Athéniens avaient effectivement décrété à la mort d'Eschyle que quiconque voudrait concourir avec des pièces d'Eschyle le pourrait. Euphorion avait, semble-t-il, pour sa part la chance de disposer de manuscrits inédits restés dans la famille.
La Souda ne mentionne aucune victoire d'Euphorion avec ses propres tragédies. Mais Euphorion remporta les Dionysies de 431 av. J.-C., devant Sophocle (2e) et Euripide (3e bien qu’il présentât une tétralogie où figurait sa Médée).
Aucune œuvre de lui ne nous est conservée.
On lui attribue parfois Prométhée enchaîné (qu’on date alors de 415 av. J.-C.) en raison d’une représentation assez libre de Zeus en tyran, d’une possible influence sophistique et de considérations métriques, alors que cette pièce est depuis Alexandrie attribuée à Eschyle.